# بلو کامپو
بلو کامپو (به پرتغالی: Belo Campo) یک منطقهٔ مسکونی در برزیل است که در باهیا واقع شده‌است. بلو کامپو ۱۷٬۱۰۹ نفر جمعیت دارد.